# Saulxures-lès-Nancy
Saulxures-lès-Nancy è un comune francese di 3 961 abitanti situato nel dipartimento della Meurthe e Mosella nella regione del Grand Est.

## Società

### Evoluzione demografica
Abitanti censiti